# Didenheim
Didenheim korábbi község Franciaországban, Haut-Rhin megyében. Lakosainak száma 1702 fő (2018. január 1.). Didenheim Mulhouse, Hochstatt, Morschwiller-le-Bas, Zillisheim és Brunstatt-Didenheim községekkel határos.
2016. január 1-jén Brunstatt korábbi községgel egyesült és az így létrejött Brunstatt-Didenheim új község része lett.

## Népesség
A település népességének változása:
| Lakosok száma | 1492 | 1897 | 1920 | 1902 | 1771 | 1693 | 1723 | 1691 | 1687 | 1702 |
|               | 1962 | 1968 | 1975 | 1982 | 1990 | 2008 | 2013 | 2015 | 2017 | 2018 |